# 少年舞妓・千代菊がゆく!
『少年舞妓・千代菊がゆく!』（しょうねんまいこ・ちよぎくがゆく！）は、奈波はるかによる日本のライトノベル。イラストはほり恵利織が担当している。コバルト文庫（集英社）より、2002年7月から2014年11月まで刊行された。最終3巻はマルチエンディング方式となっており、それぞれ違ったパターンの結末が描かれている。

## ストーリー
置屋「吉乃家」に生まれた中学生岡村美希也が逃げ出した舞妓珠菊の代わりに見習い舞妓（仕込みさん）としてお座敷に出ることになった。当初は一夜限りの予定であったが、色々な理由から周りには正体を知られないまま、見習い舞妓としてそして店出しをして舞妓として事件に巻き込まれたり恋愛をしたりするストーリーとなっている。
小説内ではソフトな濡れ場もあり、男性と舞妓として描かれているが、実際には男性同士の濡れ場となっている。

## 登場人物
『少年舞妓・千代菊がゆく!』では各巻ごとにゲストキャラが登場することが多いため、ここでは主に複数回登場している人物について記載する。

### 置屋「吉乃家」関連
岡村美希也（おかむらみきや）
聖ジョージ学院中等部に在学（2年生）している男子生徒で、囲碁部に所属している。
実家が置屋を経営しているため、花街特有の言葉を喋ったり「祇園小唄」のような舞を舞ったりもできる。女に生まれていたら舞妓になるだろうと小さいころから思っていた。父親は早くに亡くなっている。千代菊や同級生が美希也を呼ぶときはミキということがある。
千代菊（ちよぎく）
美希也が舞妓となった時の源氏名。吉乃家の舞妓・珠菊が穴をあけたお座敷に代役として行くことになった。当初一夜限りの舞妓となる予定であったが、楡崎慎一郎の強引なアプローチもあり、声変わりするまでという条件で舞妓を続けている。
美希也の従姉弟ということになっている。はじめは店出し前の舞妓でやめるつもりであったがやめる時期を失しているうちに、楡崎、三木本、一越やお茶屋組合長、置屋組合長の強い要請をうけ、店出しをすることになる。
岡村花枝（おかむらはなえ）
美希也の母親で吉乃家の女将。浜松出身で結婚により祇園にくることになった。舞妓・芸妓を経験せず女将になることは珍しいが良い人柄で裏表のないまっすぐな性格であったことから置屋を続けることができている。三味線や唄なども女将になることになってから稽古したが今ではひとかどのものになっている。美希也がピンチヒッタの舞妓になることを最初は躊躇していたが、当夜の御座敷にアナをあけるわけに行かず美希也が店出し前の舞妓・千代菊として御座敷にでることを承知する。楡崎慎一郎のファンである。
宮坂宏章（みやさかひろあき）
京都大学の大学院生で専門はギリシャ哲学。26歳。吉乃家に下宿している美希也の従兄である。大学院に通うかたわら夜は祇園縄手通りのシャレードというパブのマスターであり、宏章目当ての舞妓・芸妓がやってくる。はじめて美希也が舞妓になったときから着付けを担当しており、途中から男衆として吉乃家の他の芸舞妓さんの着付けも行う。少年舞妓の秘密を守るための役割を担っている。
森匡（もりまさし）
祇園の美容師。千代菊の秘密を知る髪結いさん。千代菊はいつも森匡の居間で髪を結ってもらう。宏章の友達でもある。
珠菊（たまぎく）
祇園の宵祭りの日に失踪した売れっ子の舞妓。珠菊のアナをうめるために千代菊が誕生する。失踪後も吉乃家では病気療養中ということで籍をのこして置いたので戻ってくることができた。男と駆け落ちをしたと思われていたが事実は兄の借金の返済のために働かされていた。「神様のおりてくる日」で再登場。
水城亜紀（みずしろあき）
東京の舞妓志望の中学生。楡崎の伯母の知り合いの孫娘で卒業後吉乃家で仕込み見習いの舞妓となる。仕込みとなった時点ですでに三味線などはかなりの稽古をしており千代菊より上手である。楡崎ファンで問題もおこす。「二都物語」初登場。

### 千代菊を取り巻く男性
楡崎慎一郎（にれざきしんいちろう）
楡崎グループという多角経営組織体をまとめる総帥であり、高校生の頃から祇園に出入りしており現在では祇園の客としても超VIP待遇である。千代菊がはじめてお座敷に出た日に外国人にキスをされそうになり逃げた際に匿ってから千代菊の虜となる。千代菊に出会うまでは舞妓は幼くて話し相手にならないとして舞妓嫌いで有名だったが千代菊に出会ってからは千代菊を名指し指名してのお座敷を何度も予約したり外での食事などに誘ったりしている。
お座敷などでは千代菊にキスをせまったり抱きついたりセクハラまがいのこともしている。千代菊（美希也）は嫌がってもいるが、楡崎に惹かれてもいるためキスは何度か許している。
楡崎グループ総帥としては冷酷かつ合理的に会社を立て直したりするためミラクル・シャークとも呼ばれているが、千代菊に対してはやきもちを焼き子供っぽいところも見せる。
離婚歴があり現在バツイチである。
紫堂薫（しどうかおる）
17歳の高校生であるが、東京在住のプロ棋士であり「天才少年棋士」と呼ばれ将来を有望視されている。千代菊と会ったのは囲碁の師匠を変更する相談を行うためのお座敷だった。出会いはあまり良いものではなかったが、悩んでいる紫堂の世話をしているうちにお互いに惹かれる。紫堂は千代菊が男だとは知らないが、千代菊は自分が千代菊として紫堂を好きなのか、美希也として好きなのかが分からないままであった。
最終的には恋愛禁止という師匠の言葉に従ってこれ以降は会わないという約束になり、気持ちがうやむやのまま別れることとなる。それ以降も何度か祇園に来ているが、気持ちを押し隠したままとなっている。
大隅顕太（おおすみけんた）
美希也と同じく聖ジョージ学院中等部に在学（2年生）している男子生徒で、老舗旅館「大隅」の三男である。美希也の親友であるが、美希也が千代菊としてお座敷に出た際に一目ぼれしてしまい、ファンクラブを結成する。
旅館を継ぐべく経営学を勉強している。
仁村伊織（にむらいおり）
祇園在住の友禅作家で、千代菊の店出しの着物の製作者である。
千代菊はこの着物を着ていると「温かく包まれている感じがする」という表現で賞賛している。
三木本格之進（みきもとかくのしん）
関西一の宝石商で、千代菊の店出しの際にかんざし一式を贈った。
お座敷では「格さん」と呼ばれる、祇園のVIPの一人。「助さん」と一緒にお座敷に来る。歌舞伎役者・市川音羽丸の後援会会長。
「その勝負受けて立まひょ」では、千代菊の舞が下手だといって舞妓をやめてしまえというが、千代菊が特訓して再度舞を披露すると見習いとしては上出来だったのでびっくりして、千代菊を応援するといい出す。
一越（いちこし）
京都老舗の呉服屋の主人で、千代菊の店出しの際に着物を贈った。一越は屋号で苗字は水淵（みずぶち）
楡崎源一郎（にれさきげんいちろう）
楡崎慎一郎の父親。楡崎グループの創業者。総帥の地位を息子に譲るもなお幾つかの会社の社長である。祇園では「ロウさん」とか「楡崎の大旦那」とか呼ばれる。美希也とも道を尋ねたことがきっかけとなって顔見知りとなりやがて源一郎の友人扱いとなる。囲碁が趣味で東京から紫堂をまねいて囲碁の勉強会を何度か開き美希也も仲間にさそう。

### その他の登場人物
フレッド・ジャクソン
アメリカ資本の豪華ホテルの青年重役。はじめてのお座敷で千代菊にキスをしてたたかれる。後に千代菊にたたかれた事を自慢話にして歩く。
安田成行（やすだしげゆき）
楡崎慎一郎の腹違いの弟。絵が得意。
銀華（ぎんか）
祇園の売れっ子芸妓。楡崎の贔屓芸妓だったが、楡崎が千代菊と知り合ってから千代菊ばかりを贔屓にするので千代菊を生意気な舞妓と思っていた。ある事件以来千代菊に一目おくようになる。
性格はきっぷがよくて後輩の面倒見がよい。
岩﨑小百合（いわさきさゆり）
楡崎慎一郎の別れた妻。
岩﨑竜太郎（いわさきりゅうたろう）
小百合の父親。パイン・グループの会長。お座敷ではリュウはんと呼ばれる。
真谷武春（まやたけはる）
美希也と同じ学校の高等部2年生。楡崎の子供の頃の家庭教師の息子。武春は楡崎が自分の父親であると疑うが事実は違っていた。
紫苑（しおん）
ホストクラブ「ムーンライト」のナンバーワンホストだが、実は男装の麗人である。
千代菊の正体が少年であることを知っているが、お互いに性別をだましていることを隠すため秘密を共有することとしている。
西野英之（にしのひでゆき）
伝説のバレリーナ紀伊桜子の息子。
森下敦貴（もりしたあつき）
宏章の後輩で友達。楡崎グループに両親のうらみがありたまたま手に入れた楡崎源一郎の会社アートギャラリーの顧客名簿を流出させる。
真澄祥太郎（ますみしょうたろう）
華道多岐流の師範。本人も知らなかったが実は急死した家元の息子だった。次期家元の座をねらう副家元のいやがらせをうけ一時多岐流をやめようとする。
小暮先生（こぐれせんせい）
ミキの学校の美術の先生。冤罪で画壇を追放されたかたちになっている親友の敵をとろうと洛粋絵画クラブをたちあげる。
東一条高子（ひがしいちじょうたかいこ・故人）
楡崎慎一郎の実の母。東一条家の最後の姫。慎一郎を生むと間もなく亡くなる。傾いた東一条家のために源一郎のもとへ自分を買ってくれといって嫁ぐ。慎一郎は嫁を金で買った上に母親は自身の誕生を望んでいなかったとして源一郎を憎むがそれは誤解であった。結局は東一条家は廃絶になるがそれは高子が亡くなったあとの事であった。
佐原（さはら）
プロの洋菓子職人だったが、やめてフリーターとなっている。楡崎がチョコレートを食べると頭痛がするにもかかわらずチョコレートのCMに出なければならないと知った千代菊が頭痛のしないチョコレートを作ってもらう。頭痛のしないチョコレートを楡崎が喜んでいるの知ってあらためてパティシエの勉強をしにパリに旅立つ。
澤田義一（さわだぎいち）
プロの有名なカメラマン。千代菊をご飯たべに呼び写真を撮るうちに、千代菊のヌード写真を撮ろうとするが、楡崎に阻止される。
神城千晶（かみしろちあき）
経営手腕をかわれ神城グループ創業者の養子となる。楡崎をライバル視する男。大隈旅館の売却を計画し実行にうつそうとするが最終的には大隈旅館の顧問となって旅館経営の建て直しをはかることに。
紫堂環（しどうたまき・故人）
伝説の若手囲碁名人。早世する。
紫堂五月（しどうさつき）
歌人。薫の祖母。源一郎の思い人。鎌倉に在住。

## 既刊一覧

### 本編
- 奈波はるか（著） / ほり恵利織（イラスト） 『少年舞妓・千代菊がゆく!』 集英社〈コバルト文庫〉、全53巻
  1. 「花見小路におこしやす」2002年8月10日初版発行（7月26日発売[1]）、ISBN 4-08-600151-9
  2. 「身代金は母の恋文」2002年10月10日初版発行（10月3日発売[2]）、ISBN 4-08-600173-X
  3. 「最後のお座敷」2003年2月10日初版発行（1月31日発売[3]）、ISBN 4-08-600225-6
  4. 「濡れ衣で祇園追放!?」2003年4月10日初版発行（3月28日発売[4]）、ISBN 4-08-600250-7
  5. 「すっぽかされたお披露目」2003年6月10日初版発行（6月3日発売[5]）、ISBN 4-08-600279-5
  6. 「禁じられた初恋」2003年8月10日初版発行（7月25日発売[6]）、ISBN 4-08-600304-X
  7. 「御曹司のスキャンダル」2003年10月10日初版発行（10月3日発売[7]）、ISBN 4-08-600325-2
  8. 「永遠の片想い」2004年1月10日初版発行（2003年12月25日発売[8]）、ISBN 4-08-600365-1
  9. 「薔薇と紅茶と王子さま」 2004年4月10日初版発行（3月31日発売[9]）、ISBN 4-08-600402-X
  10. 「花かんざし、危機一髪!」2004年7月10日初版発行（7月1日発売[10]）、ISBN 4-08-600446-1
  11. 「多岐流お家騒動」2004年10月10日初版発行（10月1日発売[11]）、ISBN 4-08-600486-0
  12. 「ミスターXの秘密クラブ」2005年1月10日初版発行（2004年12月25日発売[12]）、ISBN 4-08-600532-8
  13. 「ときはめぐりて」2005年3月10日初版発行（3月3日発売[13]）、ISBN 4-08-600561-1
  14. 「神様のおりてくる日」2005年4月10日初版発行（4月1日発売[14]）、ISBN 4-08-600571-9
  15. 「売られた姫君」2005年7月10日初版発行（7月1日発売[15]）、ISBN 4-08-600614-6
  16. 「初めてのヴァレンタイン」2006年1月10日初版発行（2005年12月22日発売[16]）、ISBN 4-08-600706-1
  17. 「二都物語」2006年4月10日初版発行（3月31日発売[17]）、ISBN 4-08-600746-0
  18. 「春はあけぼの嫉妬の嵐」2006年6月10日初版発行（6月1日発売[18]）、ISBN 4-08-600770-3
  19. 「拾われた恋文の謎」2006年8月10日初版発行（7月28日発売[19]）、ISBN 4-08-600801-7
  20. 「お座敷にいきたくない!」2006年10月10日初版発行（10月3日発売[20]）、ISBN 4-08-600827-0
  21. 「さきを越された誕生日」2006年12月10日初版発行（11月28日発売[21]）、ISBN 4-08-600848-3
  22. 「恋ごころふたたび」2007年3月10日初版発行（3月1日発売[22]）、ISBN 978-4-08-600885-3
  23. 「別れのワルツ」2007年5月10日初版発行（4月27日発売[23]）、ISBN 978-4-08-601011-5
  24. 「ひと夏の冒険」2007年7月10日初版発行（6月28日発売[24]）、ISBN 978-4-08-601039-9
  25. 「両手に恋敵（ライバル）」2007年10月10日初版発行（10月2日発売[25]）、ISBN 978-4-08-601079-5
  26. 「その勝負、受けて立ちまひょ」2008年1月10日初版発行（2007年12月26日発売[26]）、ISBN 978-4-08-601113-6
  27. 「恋する三味線」2008年4月10日初版発行（4月1日発売[27]）、ISBN 978-4-08-601150-1
  28. 「恋する乙女と髪結師」2008年7月10日初版発行（7月1日発売[28]）、ISBN 978-4-08-601184-6
  29. 「真夜中の密会」2008年10月10日初版発行（10月1日発売[29]）、ISBN 978-4-08-601218-8
  30. 「世界一の贈り物」2008年12月10日初版発行（11月28日発売[30]）、ISBN 978-4-08-601236-2
  31. 「宿命のライバル」2009年3月10日初版発行（3月3日発売[31]）、ISBN 978-4-08-601266-9
  32. 「プリンセスの招待状」2009年5月10日初版発行（4月28日発売[32]）、ISBN 978-4-08-601286-7
  33. 「ぼくの父親」2009年8月10日初版発行（7月31日発売[33]）、ISBN 978-4-08-601319-2
  34. 「突然のプロポーズ」2010年1月10日初版発行（2009年12月25日発売[34]）、ISBN 978-4-08-601364-2
  35. 「椿谷の恋人たち」2010年4月10日初版発行（4月1日発売[35]）、ISBN 978-4-08-601393-2
  36. 「もうひとつの阿修羅像」2010年7月10日初版発行（7月1日発売[36]）、ISBN 978-4-08-601426-7
  37. 「アラブの王子は恋がお好き？」2010年10月10日初版発行（10月1日発売[37]）、ISBN 978-4-08-601453-3
  38. 「「黒髪」を舞う覚悟」2011年1月10日初版発行（2010年12月28日発売[38]）、ISBN 978-4-08-601483-0
  39. 「花紅の唇へ…」2011年4月10日初版発行（4月1日発売[39]）、ISBN 978-4-08-601512-7
  40. 「きみが邪魔なんだ」2011年7月10日初版発行（7月1日発売[40]）、ISBN 978-4-08-601538-7
  41. 「恋に落ちる瞬間」2011年10月10日初版発行（9月30日発売[41]）、ISBN 978-4-08-601574-5
  42. 「高瀬川ラブストーリー」2012年1月10日初版発行（2011年12月27日発売[42]）、ISBN 978-4-08-601598-1
  43. 「ないしょの婚約」2012年4月10日初版発行（3月30日発売[43]）、ISBN 978-4-08-601626-1
  44. 「声がわりの予兆」2012年7月10日初版発行（6月30日発売[44]）、ISBN 978-4-08-601649-0
  45. 「許されぬ想い、かなわぬ恋」2012年10月10日初版発行（9月29日発売[45]）、ISBN 978-4-08-601672-8
  46. 「「秘密」の告白」2013年1月10日初版発行（2012年12月28日発売[46]）、ISBN 978-4-08-601693-3
  47. 「初で最後の恋」2013年5月10日初版発行（5月1日発売[47]）、ISBN 978-4-08-601723-7
  48. 「笑顔のエンディングに向かって」2013年9月10日初版発行（8月31日発売[48]）、ISBN 978-4-08-601749-7
  49. 「かまいませんよ、男でも」2013年12月10日初版発行（11月30日発売[49]）、ISBN 978-4-08-601770-1
  50. 「大好きですよ、別れても」2014年5月10日初版発行（5月1日発売[50]）、ISBN 978-4-08-601803-6
  51. 「一夜限りの妻」2014年8月10日初版発行（8月1日発売[51]）、ISBN 978-4-08-601820-3
  52. 「十六歳の花嫁」2014年10月10日初版発行（10月1日発売[52]）、ISBN 978-4-08-601829-6
  53. 「ふたりだけの結婚式」2014年12月10日初版発行（11月29日発売[53]）、ISBN 978-4-08-601839-5

### 外伝
- 奈波はるか（著） / ほり恵利織（イラスト） 『少年舞妓・千代菊がゆく! 烏天狗の盗賊団』 集英社〈コバルト文庫〉、2009年11月10日初版発行（10月30日発売[54]）、ISBN 978-4-08-601348-2

## ドラマCD
第1巻の内容が集英社CDブックにてドラマCD化されている。キャストは千代菊（岡本美希也）役：松本さち、楡崎慎一郎役：森川智之、岡村花枝役：百々麻子、宮坂宏章役：櫻井孝宏、大隈顕太役：保志総一朗、他。
- 2004年6月18日発売、ISBN 4-08-905646-2